# Finavia

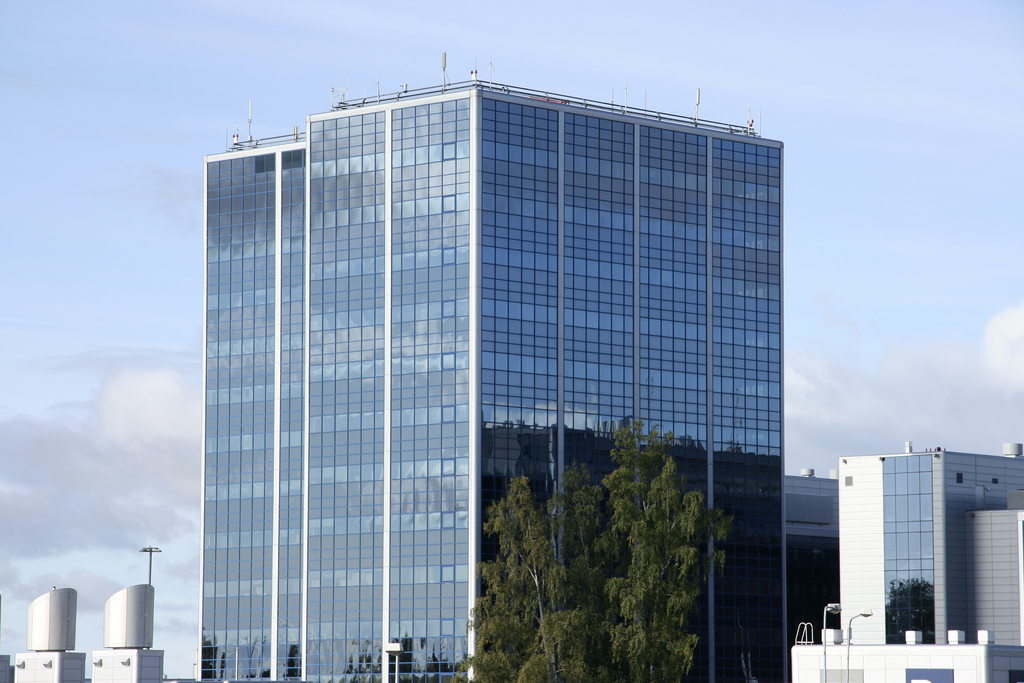
Штаб-квартира Фінавіа

Finavia Corporation (фін. Finavia Oy, швед. Finavia Ab), колишня Фінляндська адміністрація цивільної авіації, керує 25 аеропортами, розташованими у Фінляндії. Основне завдання Фінавіа - управління мережею аеропортів і навігаційною системою. Споживачами послуг Фінавіа є як туристичні компанії, так і звичайні пасажири. Її штаб-квартира розташована в аеропорту Гельсінкі-Вантаа у місті Вантаа, що входить до складу агломерації Гельсінкі
Фінавіа також управляє Авіаколеджем, який розташовується в аеропорту Гельсінкі-Вантаа. На початку 2006 р. колишня Фінляндська адміністрація цивільної авіації була розділена на Фінавіа і Управління цивільної авіації Фінляндії. З вересня 2012 року на сайті Фінавіа функціонує довідкова система по всіх аеропортах Фінляндії, що перебувають у її віданні.

## Аеропорти
Аеропорти, керовані «Фінавіа»:
- Аеропорт Гельсінкі-Вантаа
- Аеропорт  Халлі
- Аеропорт Івало
- Аеропорт Йоенсуу
- Аеропорт Ювяскюля
- Аеропорт Каяні
- Аеропорт Кемі-Торніо
- Аеропорт Кіттіля
- Аеропорт Коккола-Піетарсаарі
- Аеропорт Куопіо
- Аеропорт Куусамо
- Аеропорт Марієхамн
- Аеропорт Оулу
- Аеропорт Порі
- Аеропорт Рованіємі
- Аеропорт Савонлінна
- Аеропорт Тампере-Пірккала
- Аеропорт Турку
- Аеропорт Утті
- Аеропорт Баша

## Зовнішні посилання
- Finavia
- Finavia (фін.)
- Finavia (швед.)